# Кохінхін

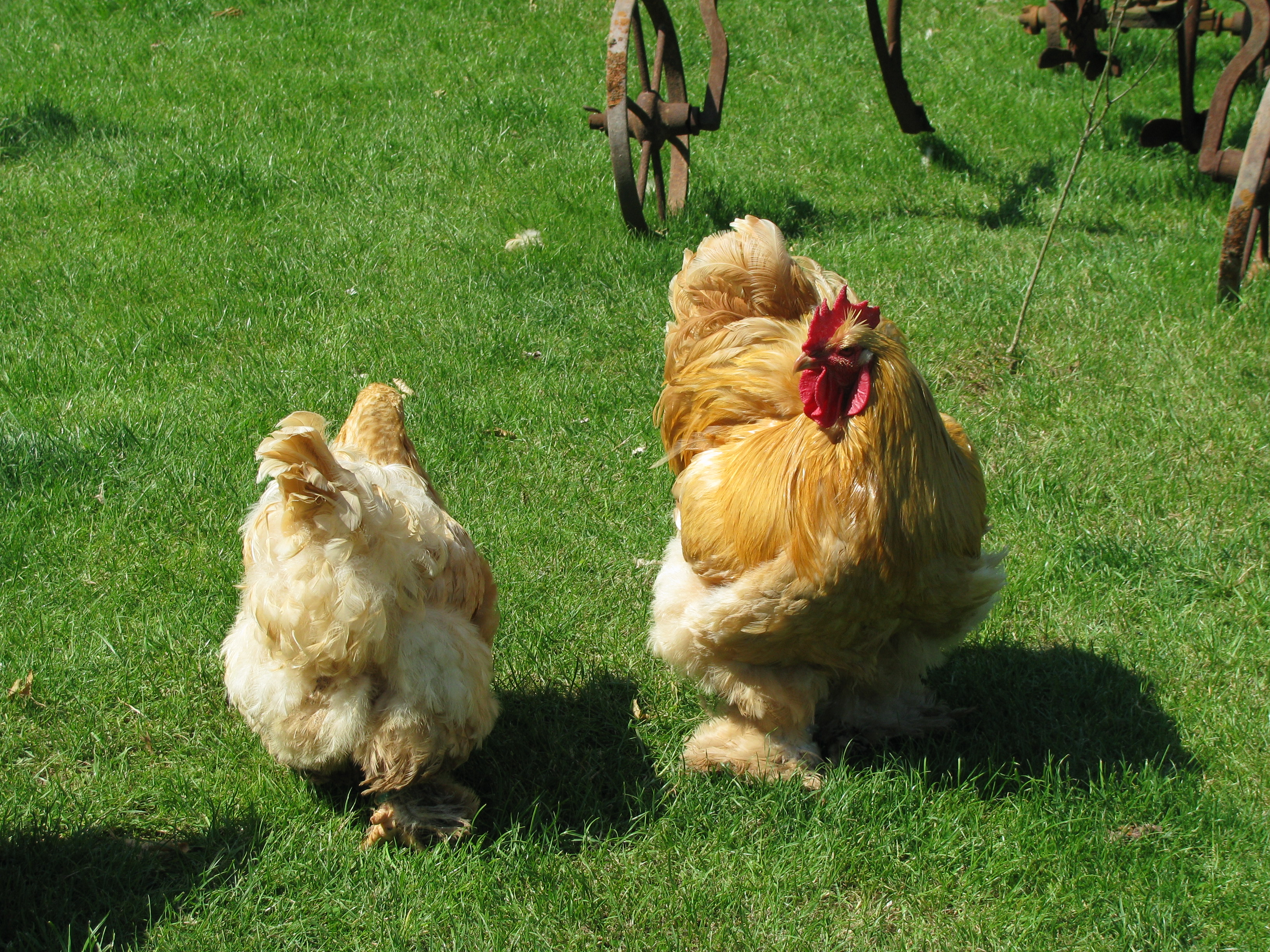
Кохінхін палевий

Кохінхіни — м'ясна порода курей родом з В'єтнаму (регіон Кохінхіна у дельті Меконга). Через відносно низьку плодючість у промисловому птахівництві України, країн СНД і Заходу практично не використовується, проте зберігається для генофонду, а також розводиться любителями як декоративна порода. Вихідна порода плімутроки.

## Історія

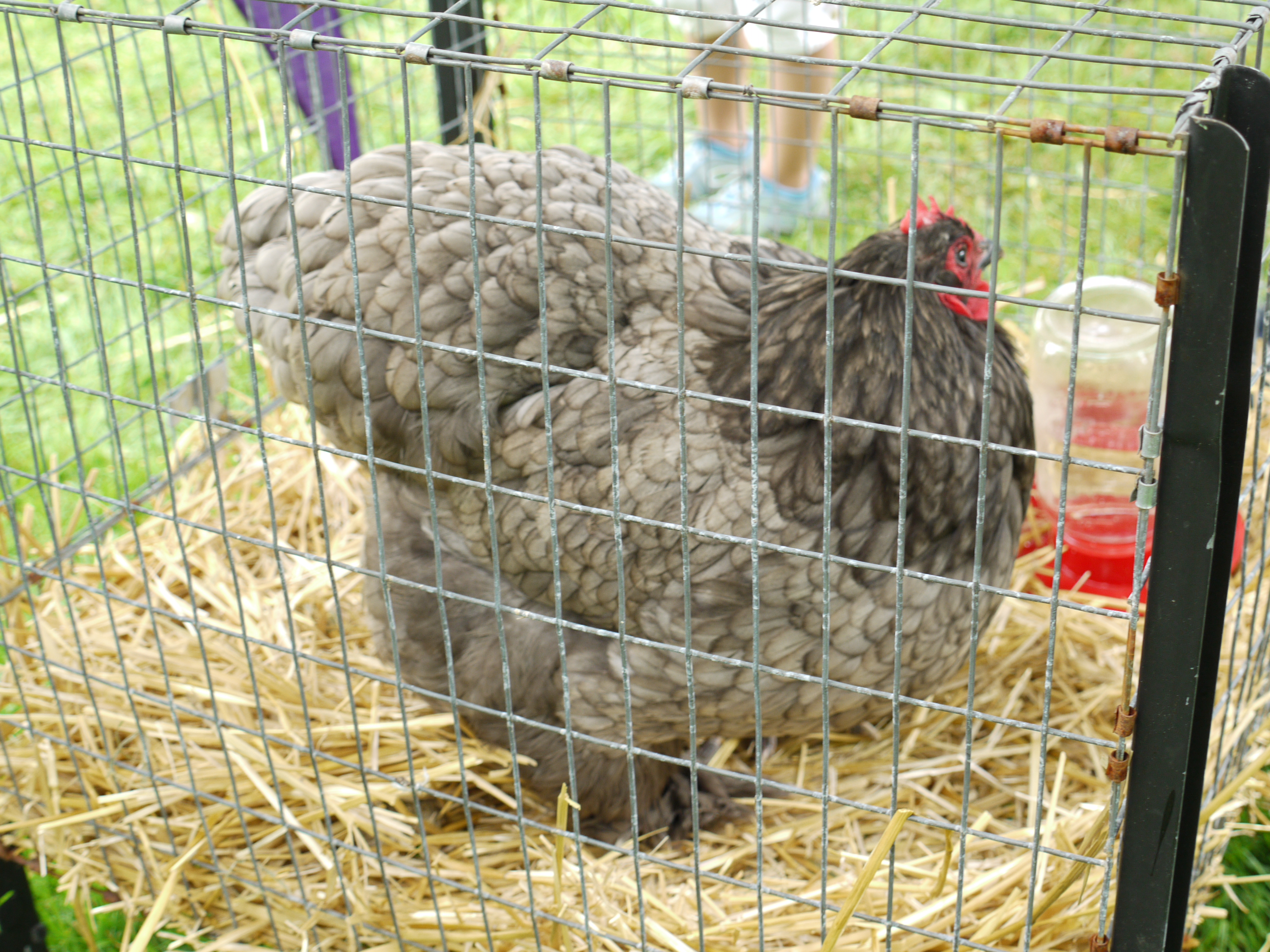
Кохінхін блакитний (курка)

Сучасна назва породи пов'язана з предками цих великих курей — палевих птахів, яких розводили у В'єтнамі, місцевість Кохінхіні в дельті річки Меконгу. Вперше кохінхіни були завезені в Європу французами у 1843 році, викликавши справжню «кохінхінову лихоманку».

## Конституція
Для породи характерні ніжнопухка конституція, маленька голова, густо оперений тулуб і кінцівки, одягнені у пишні «штани». Забарвлення оперення у дорослих птахів різна: палеве, чорне, біла, куропатчате та інше. Оскільки порода виведена в умовах жарких вологих тропіків, тому молодняк теплолюбний і оперяється повільно. Дорослі кури при цьому зовсім невибагливі як по відношенню до корму, так і до температури. Птах спокійний, флегматичний, схильний до ожиріння.
Кури добре зберігають інстинкт насиджування, піклуються про курчат.

## Темперамент
Птахи відрізняються спокійним характером, легко переносять зміну обстановки, зокрема, перепад температур і вологості. Ці якості дають можливість утримання птахів на приватних подвір'ях і невеликих фермерських господарствах  як для власних потреб так і на продаж.

## Продуктивність
Жива маса курей близько 3,5-4,0 кг; півні важать до 5,0 кг. Несучість 100–110 яєць на рік, забарвлення шкаралупи жовто-буре при середній масі яйця 55-56 грамів. Несучість підвищується у зимовий період, що вигідно відрізняє породу від північних порід курей.